# CTR Fahrzeugtechnik
Die CTR Fahrzeugtechnik GmbH ist ein Unternehmen der Fahrzeugbau-Branche mit dem Schwerpunkt auf Promotionfahrzeugen und mobilen Verkaufssystemen für die Getränkeindustrie und Gastronomie mit Hauptsitz in Osann-Monzel. Das Unternehmen ist deutschlandweit einer der führenden Hersteller für Ausschankwagen. Die Ausschankwagen und Sonder-, Promotionfahrzeuge der CTR Fahrzeugtechnik GmbH werden weltweit exportiert. 

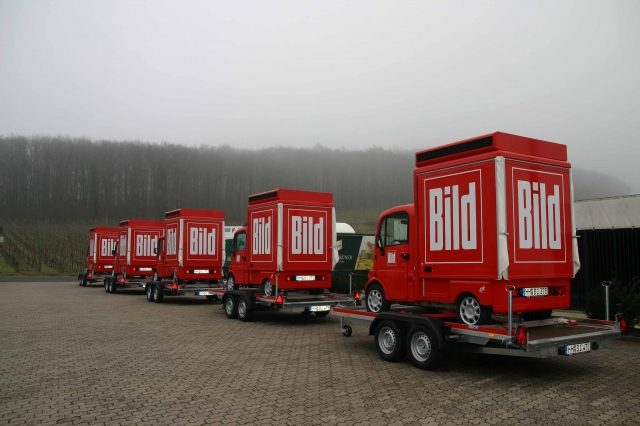
CTR Fahrzeuge baute die Promotionmobile für die BILD-Promotion-Aktion 2007

Die CTR Fahrzeugtechnik GmbH lieferte die Fahrzeuge für eine der größten Promotion-Aktionen in Deutschland. 2007 wurden bundesweit durch insgesamt 400 Promotoren in Mittel- und Großstädten Freiexemplare sowie eine Sonderausgabe der BILD verteilt. CTR baute das bekannte Bild-Promotionmobil. 

## Geschichte
Gegründet wurde das Unternehmen am 1. Juni 1990 in Wehlen (Bernkastel-Kues). 
1992 wurde das heutige Betriebsgelände in Osann-Monzel erworben. 38.000 m² Betriebsgelände mit 9.500 m² überdachten Geschäfts- und Produktionsräumen.
1998 wurde die CTR Fahrzeugtechnik GmbH mit dem (damals mit 100.000 DM dotierten) Innovationspreis des Landes Rheinland-Pfalz ausgezeichnet. 
Bis 2010 wurden mehr als 39 Patente, Geschmacksmuster und Gebrauchsmuster angemeldet.

## Patente
Seit dem ersten Tag der Produktion im Jahre 1990 entwirft und entwickelt die Firma CTR mindestens zwei neue Modelle jährlich. Dank der Anregung durch zahlreiche enge Kundenkontakte und dem feinen Gespür für Tendenzen sind insgesamt 39 Patente, Geschmacksmuster und Gebrauchsmuster entstanden. Somit umfasst die Produktpalette neben Ausschankwagen und Kühlfahrzeugen auch mobile Verkaufseinheiten für die Außen- und Innengastronomie und Promotionfahrzeuge.

## Ausbildung
Im Hause CTR-Fahrzeuge wird auch auf den qualifizierten Nachwuchs geachtet. Seit Jahren werden Aus- und Weiterbildungen in den Berufen Karosserie- und Fahrzeugbaumechaniker, Autolackierer und Fachkraft für Lagerwirtschaft sowie Bürokaufleute angeboten.
In der 21-jährigen Geschichte stellten CTR bereits mehrmals den Kammersieger, zwei Landessieger und gar einmal den 2. Bundessieger.
2008 wurde Michael Schneider als II. Bundessieger im Wettbewerbsberuf „Karosserie- und Fahrzeugbaumechaniker, FR: Fahrzeugbautechnik“ im Leistungswettbewerb des Deutschen Handwerks ausgezeichnet.
Im Jahre 2011 wurde Markus Graf zum besten Gesellen seines Fachs gekürt, da er durch besonders gute Prüfungsergebnisse im Handwerk Fahrzeugbau punktete.

## Soziales Engagement
CTR Fahrzeuge integriert in die Arbeit Tätigkeiten, die die deutsche Bildung und Kultur, sowie den Sport unterstützen und engagiert sich so für die Gesellschaft. Neben der Unterstützung und Weiterbildung des Personals fördert das Unternehmen junge Talente aus dem Sport oder der Kunst und Kultur Deutschlands. 2011 hat CTR Fahrzeuge die Jugendmannschaften des SV Mehring unterstützt, indem es neue Trikots und Bälle zur Verfügung gestellt hat.